# Instituto Tecnológico de Milpa Alta II
El Instituto Tecnológico de Milpa Alta II - ITMA II es una institución de educación superior tecnológica perteneciente al Tecnológico Nacional de México, ubicado en al sureste de la Ciudad de México en la alcaldía de Milpa Alta.

## Oferta Educativa
- Ingeniería Industrial
- Ingeniería en Gestión Empresarial
- Ingeniería en Sistemas Computacionales

- Datos: Q28501710